# AT&T

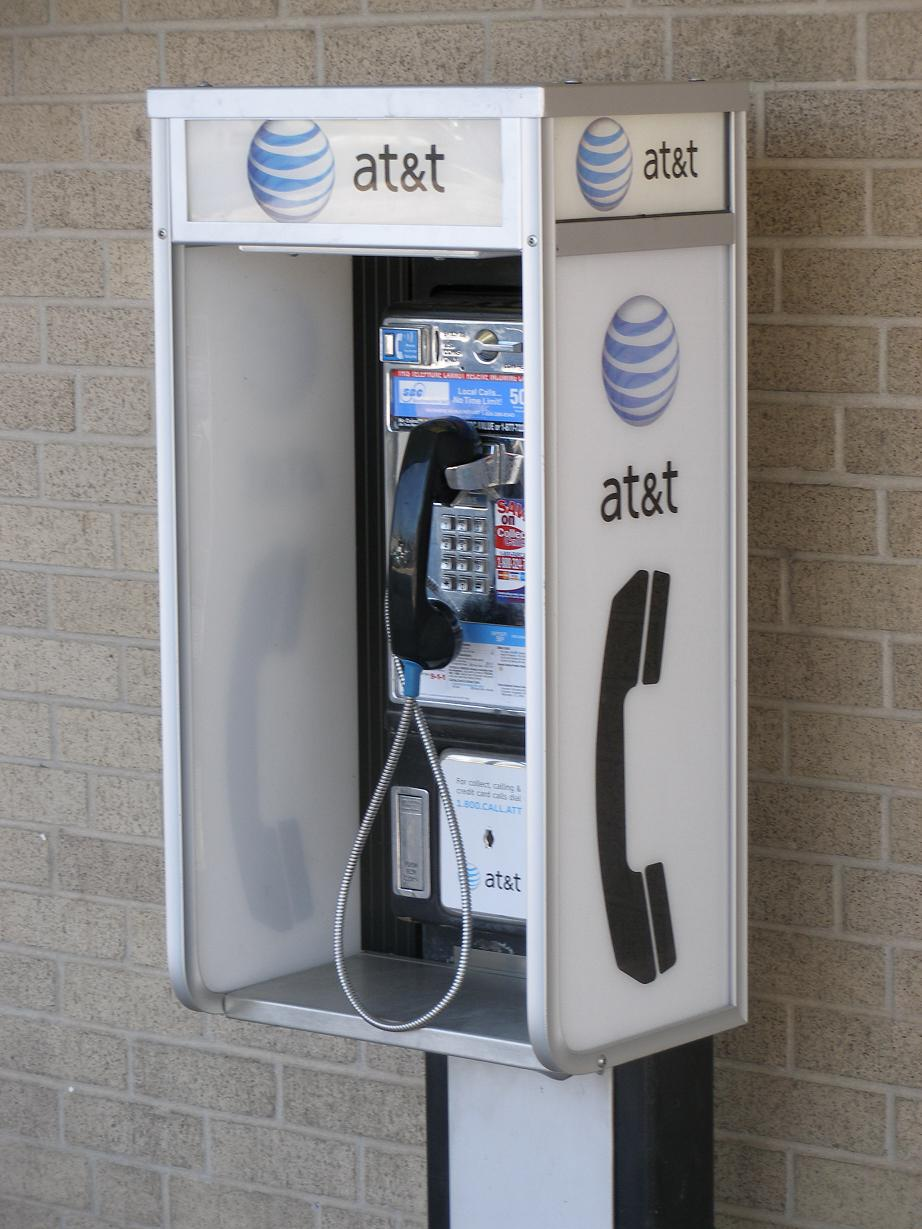
Veřejný telefonní automat firmy AT&T

AT&T (anglicky American Telephone and Telegraph) je americká telekomunikační společnost sídlící v texaském Dallasu. Je druhým největším dodavatelem mobilních telefonů a největším dodavatelem pevných linek v USA. Poskytuje také širokopásmové předplacení televizních služeb. Je třetí největší společností v Texasu a ke květnu 2014 je 23. největší společností na světě, což vyplývá ze studie, která zohledňuje příjmy, zisk, aktiva a tržní hodnotu. Při srovnání příjmů je největší telekomunikační společností na světě. Roku 2015 byla společnost zařazena na šestou pozici v žebříčku světově nejcennějších značek, který zveřejnil Millward Brown Optimor. V roce 2016 se stala 17. největším mobilním operátorem na světě se 130 miliony zákazníky.
Společnost nabízí své služby také v mnoha místech po celé Asii a Tichomoří, její sídlo v této oblasti se nachází v Hongkongu. AT&T byla zapsána na newyorské burze (NYSE). Po určitou dobu byla největší telefonní společností na světě s největší kabelovou sítí. V jejích laboratořích (Bellovy laboratoře) se zrodil mimo jiné operační systém UNIX a jazyk C a C++.
Koule, která je logem firmy, byla vytvořena Saulem Bassem v roce 1983. Pojmenoval ji Hvězda smrti. Inspirací pro něj byla série filmů Hvězdné války.

## Historie
Společnost AT&T byla založena 3. března 1885, měla sloužit jako celostátní telefonická síť. Činnost začala AT&T v New Yorku. Sedm let poté se síť rozšířila do Chicaga a v roce 1915 do San Franciska. V roce 1927 bylo vytvořeno transatlantické spojení a používalo při tom rádio. Teprve v roce 1957 bylo vytvořeno kabelové spojení.
Od roku 1924 trvaly spory, které skončily 8. ledna 1982, po nichž byla AT&T uznána za monopol Ministerstvem spravedlnosti USA. 1. ledna 1984 se sedm regionálních společností oddělilo od původní a staly se neutrální (tzv. „Baby Bells“) a převzaly lokální telefonní linky. Jako důsledek toho spadla hodnota AT&T o 70 %.
V roce 1996 se AT&T vyznačovala svojí produkcí a technologii. Bellova Laboratoř založila novou společnosti – Lucent Technologies.
S poklesem mezinárodních telefonních rozhovorů, které nabízela AT&T, došlo k pádu na trhu. 27. ledna 2005 vydaly noviny New York Times zprávu, že SBC Communications, jedna z dceřiných společností, která vznikla v roce 1984, odkoupila AT&T za 16 miliard dolarů. Transakce se uskutečnila 18. listopadu 2005. Jelikož název společnosti AT&T byl v širokém povědomí veřejnosti, přejmenovala se firma SBC Communications na AT&T.
V roce 2006 společnost odkoupila operátora Cingular a v roce 2007 pozvolna změnila název nově vzniklé společnosti na AT&T. AT&T začala 20. června 2007 jako první na světě prodávat mobilní telefony iPhone od společnosti Apple.
V roce 2011 se jednalo o sloučení společností AT&T a T-Mobile USA, čímž by ve Spojených státech vznikl jednoznačně největší provozovatel mobilních sítí. Se spojením společností nesouhlasilo americké ministerstvo spravedlnosti, které fúzi považovalo za omezení konkurence a možné zvýšení cen na trhu. Dalším důvodem bylo také podle federální komise nesplnění standardů pro schválení. Plán společnosti AT&T převzít mobilního operátora T-Mobile USA tak nakonec nevyšel.
Dne 18. května 2014 společnost AT&T oznámila dohodu o nákupu DirecTV za 48,5 miliardy dolarů nebo za 67,1 miliardy dolarů zahrnující převzetí dluhu. Dohoda pomohla zvýšit tržní podíl a urychlila růst na latinskoamerickém trhu. Transakce byla uzavřena v červenci 2015. Dne 7. listopadu 2014 oznámila nákup společnosti Iusacell s cílem vytvořit širší síť v severní Americe. Došlo ke spojení dvou společností a vzniku mobilního operátora AT&T Mexico.
S neustále se zvyšující potřebou zákazníků po vyšší rychlosti a kapacitě internetu společnost na začátku roku 2016 oznámila, že začne s testováním páté generace bezdrátového připojení 5G, které by mělo nabídnout 10× až 100× větší rychlost než stávající 4G. Dne 29. března 2016 AT&T oznámila, že v květnu 2016 zvýší datové omezení u svých internetových služeb.

### Historické finanční výsledky
Finanční výsledky společnosti jsou reportovány akcionářům každý rok. Z tabulky vyplývá, že příjem společnosti se každým rokem zvyšuje. Jednotky jsou uvedené v milionech amerických dolarů.
| Year | Revenues | Expenses | Net Income | Tax Paid | Earnings Per Share | Total Debt |
| ---- | -------- | -------- | ---------- | -------- | ------------------ | ---------- |
| 2014 | 132,447  | 120,701  | 6,518      | 3,442    | 1.19               | 76,011     |
| 2013 | 128,752  | 98,273   | 18,553     | 9,224    | 3.39               | 69,290     |
| 2012 | 127,434  | 114,437  | 7,539      | 2,900    | 1.25               | 66,358     |
| 2011 | 126,726  | 117,505  | 4,184      | 2,532    | 0.66               | 61,300     |
| 2010 | 124,280  | 104,707  | 19,864     | (1,162)  | 3.36               | 58,971     |

## Přínos k programování

### UNIX
Z historického hlediska mají Bellovy laboratoře AT&T největší zásluhu na zrodu jednoho z nejrozšířenějších a nejdokonalejších počítačových operačních systémů, UNIXu. V 60. letech pracovaly AT&T společně s Massachusettským technologickým institutem a General Electric na vývoji operačního systému Multics. Protože tento operační systém měl mnoho nevýhod a byl těžkopádný, přišli dva pracovníci AT&T, Ken Thompson a Dennis Ritchie v roce 1969 s elegantnějším řešením, které nazvali Unics (později byl název změněn na Unix). Tento operační systém byl natolik podařený, že v jeho vývoji AT&T pokračovaly až do devadesátých let dvacátého století, do fáze UNIX System V Release 4. Poté prodaly práva k UNIXu společnosti Novell.

### Jazyk C
Unix, který byl původně napsán v jazyce symbolických adres, později přepsal Dennis Ritchie do vyššího jazyka C, který k tomuto účelu vymyslel. Jazyk C vznikl z předcházejícího jazyka B, jehož autorem byl Ken Thompson. Jazyk C, který koncem 60. let dvacátého století na půdě AT&T vznikl, je dodneška nejrozšířenějším nástrojem na programování operačních systémů a dalších aplikací.

## Kritika a spory
Společnost udržuje databázi podrobných záznamů všech telefonních hovorů, které prošly sítí od roku 1987. AT&T byla také obviněna z diskriminace veřejně dostupných televizních kanálů.[ujasnit]